# Hans-Jörg Jacobsen
Hans-Jörg Jacobsen (* 29. April 1949) ist ein deutscher Biologe und Hochschullehrer.

## Leben
Jacobsen studierte ab 1969 an der Uni Bonn Biologie. 1974 schloss er sein Studium mit dem Diplom ab. Bis 1978 arbeitete er als wissenschaftlicher Mitarbeiter an der Uni Bonn. 1978 wurde er promoviert. Danach arbeitete er weiter am Institut für Genetik der Uni Bonn, unterbrochen von einem Forschungsaufenthalt in Brasilien im Jahr 1980. 1986 erhielt er eine C2-Professur in Bonn, welche er bis 1991 ausübte, als er einem Ruf nach Hannover folgte. Seit 2014 lehrt er an der Northeastern University in Boston.

## Wirken
Jacobsen ist Leiter der Abteilung Pflanzenbiotechnologie am Institut für Pflanzengenetik der Gottfried Wilhelm Leibniz Universität Hannover. Er ist Mitglied im Präsidium des NaturschutzForums Deutschland (NaFor), Vorsitzender der
Gesellschaft für Pflanzenbiotechnologie und Mitglied des Vorstands des Wissenschaftlerkreises Grüne Gentechnik Weiterhin ist Jacobsen Mitglied des Beirats zur genetischen Diversität des Bundesministeriums für Ernährung und Landwirtschaft. Er ist Gastprofessor an der Northeastern University in Boston.
Jacobsen beschäftigt sich mit der Entwicklung und Nutzung transgener Nutzpflanzen. Arbeitsschwerpunkte sind verbesserte Resistenzen gegen Schädlinge sowie abiotischen Stress wie Trockenheit, Hitze und Kälte. Außerdem erforscht er die Möglichkeit der Herstellung hochwertiger Proteine durch transgene Pflanzen.
Jacobsen war wissenschaftlicher Initiator des Projekts HannoverGen. In diesem vom Land Niedersachsen finanzierten Projekt sollten Schüler durch wissenschaftliche Experimente mit den Grundlagen der Biotechnologie vertraut gemacht werden. Das Projekt wurde im Jahr 2013 von der Rot-Grünen Landesregierung eingestellt.
Jacobsens h-Index beträgt 20, bei über 1.400 Zitationen.
Neben seiner wissenschaftlichen Arbeit beteiligt sich Jacobsen auch an der öffentlichen Debatte über Biotechnologie. Er setzt sich für die Anwendung von Biotechnologie, namentlich Gentechnik ein und positioniert sich als scharfer Kritiker von ihren Gegnern. Diesen wirft er u. a. Unwissenschaftlichkeit, eine selektive Datenauswahl und wirtschaftlich motivierten Lobbyismus vor. Auch kritisiert er die Medien wegen unkritischer Berichterstattung über Gentechnik-Gegner.
Jacobsen verfasste Debattenbeiträge u. a. für Spiegel Online und NovoArgumente. Er wurde u. a. von der Zeitschrift Cicero interviewt und nahm neben Horst Seehofer und anderen an einer von der Zeit veranstalteten Podiumsdiskussion zum Thema Biotechnologie teil. Ferner ist er regelmäßiger Gastautor in dem politischen Blog Achse des Guten.

## Veröffentlichungen (Auswahl)

### Monographien
- Pflanzenbiotechnologie. Springer Berlin, Berlin 2005, ISBN 3-540-24086-1.

### Co-Autorenschaften
- mit Noel Ferro, Thomas Bredow und Thomas Reinard: Route to Novel Auxin: Auxin Chemical Space toward Biological Correlation Carriers. In: Chemical Reviews. Bd. 110, Nr. 8, 11. August 2010, ISSN 0009-2665, S. 4690–4708, doi:10.1021/cr800229s.
- mit Björn Lauer, Ilka Ottleben und Thomas Reinard: Production of a Single-Chain Variable Fragment Antibody against Fumonisin B1. In: Journal of Agricultural and Food Chemistry. Bd. 53, Nr. 4, Februar 2005, ISSN 0021-8561, S. 899–904, doi:10.1021/jf048651s.
- mit Michael Hust, Edgar Maiss und Thomas Reinard: The production of a genus-specific recombinant antibody (scFv) using a recombinant potyvirus protease. In: Journal of Virological Methods. Bd. 106, Nr. 2, Dezember 2002, S. 225–233, doi:10.1016/S0166-0934(02)00166-0.
- mit Thomas Reinard, Viktoria Janke, Jan Willard, Fritz Buck und Jerry Vockley: Cloning of a gene for an acyl-CoA dehydrogenase from Pisum sativum L. and purification and characterization of its product as an isovaleryl-CoA dehydrogenase. In: Journal of Biological Chemistry. Bd. 275, Nr. 43, Oktober 2000, ISSN 0021-9258, S. 33738–33743, doi:10.1074/jbc.M004178200.
- mit Thomas Reinard: A soluble high affinity auxin-binding protein from pea apex. In: Journal of Plant Physiology. Bd. 147, Nr. 1, 1995, ISSN 0176-1617, S. 132–138, doi:10.1016/S0176-1617(11)81425-2.
- mit Stefanie Sprunck und Thomas Reinard: Indole-3-lactic acid is a weak auxin analogue but not an anti-auxin. In: Journal of Plant Growth Regulation. Bd. 14, Nr. 4, Oktober 1995, ISSN 0721-7595, S. 191–197, doi:10.1007/BF00204911.
- mit Thomas Reinard: An inexpensive small volume equilibrium dialysis system for protein-ligand binding assays. In: Analytical Biochemistry. Bd. 176, 1, Januar 1989, ISSN 0003-2697, S. 157–160, doi:10.1016/0003-2697(89)90286-8.

### Herausgeberschaften
- Wohin die Reise geht ... Lebenswissenschaften im Dialog. Wiley-VCH, Weinheim 2002, ISBN 3-527-30567-X.